# NGC 472
NGC 472 è una galassia a spirale situata nella costellazione dei Pesci a circa 220 milioni di anni luce dalla Terra.
Fu scoperta il 29 agosto 1862 da Heinrich Louis d'Arrest.